# Stanisław Kłopocki
Stanisław Kłopocki (Kłopotoski) herbu Łabędź – rotmistrz zamkowy w starostwie ostrskim w 1570, 1579, 1580 roku.
Poseł na sejm 1585 roku z województwa kijowskiego.